# Couepia platycalyx
Couepia platycalyx är en tvåhjärtbladig växtart som beskrevs av José Cuatrecasas. Couepia platycalyx ingår i släktet Couepia och familjen Chrysobalanaceae. Inga underarter finns listade i Catalogue of Life.